# Wolof (Volk)
| Wolof                        | Wolof                                                                                   |
| ---------------------------- | --------------------------------------------------------------------------------------- |
| Bevölkerungszahl:            | 6,4 Millionen                                                                           |
| Signifikante Bevölkerung in: | Senegal, Gambia, Mauretanien                                                            |
| Sprache:                     | Wolof, Französisch (Senegal und Mauretanien), Englisch (Gambia), Arabisch (Mauretanien) |
| Religion:                    | Sunnitischer Islam (99,49 %), Christentum, Sonstige Religionen                          |
| Verwandte Ethnien:           | Lébou                                                                                   |

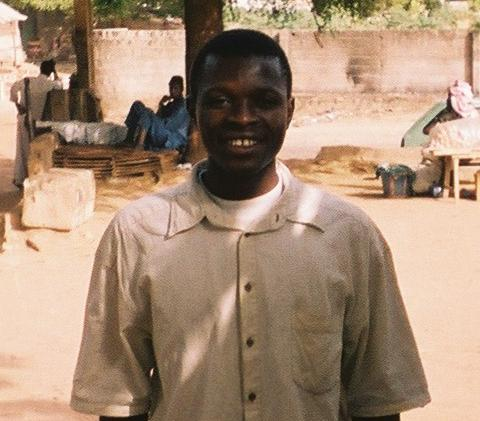
Ein junger Wolof, Gambia

Das Volk der Wolof [wɔlɔf] (deutsch auch Joloffen) ist eine ethnische Gruppe in Senegal, Gambia und Mauretanien. Ihre einheimische Sprache heißt ebenfalls Wolof.
Der Begriff „Wolof“ wird sowohl für das Volk als auch für ihre Sprache und für Dinge und Gegebenheiten aus ihrer Kultur und Tradition benutzt.

## Schreibweise
In der älteren französischsprachigen Literatur findet man auch noch die Schreibweise „Ouolof“ statt „Wolof“. In einigen englischsprachigen Publikationen, vor allem solchen, die sich auf das gambische Wolof beziehen, findet man auch die Schreibweise „Wollof“, weil diese Schreibweise bei englischen Muttersprachlern eher zur korrekten Aussprache des Wortes führt. In Publikationen des 19. Jahrhunderts und davor kann man auch den Schreibweisen „Volof“ oder „Olof“ begegnen. Sehr selten kommen auch noch die Schreibweisen „Jolof“, „Jollof“ und „Dyolof“ vor.

## Verbreitungsgebiet
In Senegal sind die Wolof die größte Ethnie des Landes. Auf sie entfallen etwa 40 % (ca. 6,4 Millionen Menschen) der Gesamtbevölkerung. Die in Senegal lebenden Wolof konzentrieren sich dabei auf die Region von Dakar bis Saint-Louis sowie westlich und südlich von Kaolack.
In Gambia sind etwa 15 % der Bevölkerung (ca. 200.000 Menschen) Wolof, wobei in der Hauptstadt Banjul etwa jeder zweite ein Wolof ist. Obgleich in Banjul die Wolof also die Mehrheit darstellen, sind sie landesweit gegenüber dem Volk der Mandinka, das etwa 40 % der gesamten gambischen Bevölkerung ausmacht, in der Minderheit.
In der südlichen Küstenregion Mauretaniens findet sich eine Minderheit der Wolof: Sie sind in diesem Land mit etwa sieben Prozent der Bevölkerung (ca. 185.000 Menschen) vertreten.
Da insbesondere in Senegal und in Banjul Wolof zugleich die wichtigste einheimische Verkehrssprache darstellt, ist es in diesen Regionen schwierig, zwischen den Menschen, die zur eigentlichen Ethnie der Wolof gehören, und den Menschen, die Wolof als Quasi-Muttersprache angenommen haben, zu unterscheiden. Immerhin sprechen in Senegal etwa 80 % der Einheimischen Wolof, und unter denjenigen, die nicht zur Ethnie der Wolof gehören, sprechen viele die Sprache Wolof perfekt wie ein „ethnischer Muttersprachler“.

## Kultur
Die Berufskaste der Preisliedsänger und Instrumentalisten (Griot) heißt bei den Wolof gewel. Sie spielen die Sanduhrtrommel mit veränderlicher Tonhöhe tama, die auch bei benachbarten Ethnien wie den Mandinka vorkommt. Die für die Wolof charakteristische Trommel ist die sabar, die in mehreren Varianten von den Griots gespielt wird und vor allem durch ihren Einsatz im populären Musikstil Mbalax und dort durch den Wolof-Sänger Youssou N’Dour bekannt wurde. Weitere traditionelle Musikinstrumente der Wolof sind die fünfsaitige Zupflaute xalam und die einsaitige Fiedel riti.
In der senegambischen Küche haben die Wolof Spuren hinterlassen. Namentlich das Fischgericht Thieboudienne und das Reisgericht Benachin (Joloffreis) entstammen ihrer Esskultur.